# Жіноча юніорська збірна Болгарії з хокею із шайбою
Жіноча юніорська збірна Болгарії з хокею із шайбою (болг. Женски национален отбор по хокей на лед на България до 18 години) — національна жіноча юніорська команда Болгарії, що представляє країну на міжнародних змаганнях з хокею із шайбою. Функціонування команди забезпечується Болгарською хокейною федерацією.

## Виступи на чемпіонатах світу
- 2023 — 5 місце (Дивізіон ІІВ)
- 2024 — 5 місце (Дивізіон ІІВ)